# مهار (فیلم ۱۹۷۶)
مهار (ایتالیایی: Inhibition) یک فیلم اروتیک ایتالیایی به کارگردانی پائولو پوئتی است که در سال ۱۹۷۶ منتشر شد. این فیلم یک نسخهٔ سانسورشده (سافت‌کور) و سانسور نشده (هاردکور) دارد که بر روی دی‌وی‌دی در دسترس است.

## گزیدهٔ بازیگران
- کلودین بکاری
- ایوان راسیموف
- ایلونا استالر
- دیرچه فوناری